# Joachim Drevs
Joachim Drevs 16 de agosto de 1966 - Konstanz, Alemania - es un médico especialista en medicina interna, principalmente en el área de hematología y oncología además de profesor catedrático en el hospital universitario de Friburgo de Brisgovia y director del centro sanitario de la universidad de Tubinga.

## Vida
Drevs comenzó a estudiar medicina humana en la Universidad de Gotinga en 1987. Allí aprobó su examen estatal en 1994 su doctorado. Luego trabajó en el exterior en el Hospital Monte Sinaí en Nueva York y en la clínica de la Sefako Makgatho Health Sciences University, Sudáfrica, con énfasis en oncología. En 2005 obtuvo su habilitación en el Hospital Universitario de Friburgo de Brisgovia, en 2009 fue nombrado profesor no programado ibid. Actualmente, Drevs está a cargo de una clínica de oncología integrativa en Braunschweig con una sucursal en Mallorca.

## Prioridades clínicas
En Tubinga, Drevs estableció uno de los primeros centros de salud universitarios en Alemania al ofrecer o practicar el tratamiento de enfermedades y la promoción de la salud. Su enfoque fue la implementación de nuevos enfoques terapéuticos innovadores desde la investigación del cáncer hasta la aplicación clínica.

## Enfoque científico
Drevs participó en la angiogénesis y participó en el desarrollo de un nuevo grupo de medicamentos para el tratamiento de pacientes con cáncer, terapia molecular dirigida.

## Enlaces web
- publicaciones de Joachim Drevs en PubMed
- publicaciones de Joachim Drevs en PubFacts
- Curriculum vitae Archivado el 1 de diciembre de 2017 en Wayback Machine.
- Joachim Drevs en Facebook
- clínica UNIFONTIS